# イライジャ・ベイリ
イライジャ・ベイリ（Elijah Baley）は、SF作家アイザック・アシモフの『鋼鉄都市』などいくつかの小説作品に登場する架空の人物。愛称はライジ（Lije）。

## 人物
ニューヨーク・シティ市警の私服刑事。人間そっくりのヒューマンフォーム・ロボットであるR・ダニール・オリヴォーとのコンビで数々の難事件を解決し、さらに地球人による銀河系再植民（セツラー）の創始者となり、スペーサーの脅威から解放すると共に、後の銀河帝国の基礎を築いた。
職務に対する義務感や責任感が強く、一度決めた事は揺るがさない意志の持ち主だが、それ故に警察組織の中では出世に恵まれ辛い所があった。捜査官としては、いかなる疑問や矛盾も疎かにせず、こつこつと関係者から情報を集めて推理を組み立てていくタイプであり、この捜査手法はR・ダニールの思考法にも多大な影響を与えた。
当時の大半の地球人がそうであった様に、彼も巨大な鋼鉄のドームで覆われた地下都市「シティ」で生まれ育ったため、囲いのない開かれた場所に置かれる事に耐えられない「広所恐怖症」（閉所恐怖症の逆）であったが、二度のスペーサー・ワールドでの体験や宇宙開発の為の屋外作業訓練などによりそれを克服している。また飛行機も苦手だった（こうした設定はアシモフ自身の閉所愛好癖や飛行機嫌いを反映した物と言われている）。またやはり大半の地球人と同じくロボットを嫌っていたが、R・ダニールと捜査を共にするうちに、互いに深い信頼関係を築く事となった。愛煙家で、この時代希少で配給の少ない煙草を保たせるのに苦心したり、喫煙の習慣のないスペーサー社会で禁煙の辛苦を見せる場面もあった。
作者アシモフと同じユダヤ系らしく、名前の「イライジャ」は旧約聖書に登場する予言者エリヤの英語名である。彼自身も聖書の記述に詳しく、作中でエリアとイゼベルのくだりについて妻ジェシィと議論したり、ダニールに聖書の一部を暗唱して聞かせた事もある。また彼が間投詞としてしばしば口にする言葉「ヨシャパテ（Jehoshaphat）！」は、エリヤと同時代のユダ王国の王ヨシャファトに由来している（原義は「神の裁き」）。
アシモフは後年、『ゴールド-黄金』所収のエッセイの中で、ベイリを「自分が創造した中でおそらく最も魅力的なキャラクター」と評している。

## 来歴
ニューヨーク・シティにて核物理学者の子供として生まれる。幼少時は父親の地位により恵まれた生活だったが、間もなく父親がシティの原子力発電所の事故の責任を負わされて解雇され、一転して最低レベルの生活へと転落する。母親はすぐに、父親も8歳の時に死去、彼と2人の姉は養護施設に預けられ（唯一の親族でイースト農場の作業員だったボリス叔父にはとても彼らを養う余裕は無く、彼自身も間もなく事故で急死している）、苦難に満ちた少年時代を送る事となった。
苦学の末に大学に進学し、そこで後の上司となるジュリアス・エンダービイと出会う。卒業後に厳しい試験と適性検査をパスして市警の一員となり、赴任地区のクリスマスパーティーでジェゼベル（ジェシィ）・ナホドニと出会い結婚、息子ベントリイが生まれる。
C-5級私服刑事となっていた42歳の時、警視総監となっていたエンダービイの頼みで、スペーサーの地球駐在施設スペース・タウンで発生したサートン博士殺人事件を担当する事となり、この際にR・ダニール・オリヴォーと出会う。ダニールとの捜査により事件を解決した事で、反スペーサー派との軋轢の絶えなかったスペース・タウンは穏便に撤収され、イライジャは功績によりC-6級に昇進した。また彼はこの経験を機に、増えすぎた地球人口を銀河系に植民させる事に希望を抱く様になる。（『鋼鉄都市』）
数ヶ月後、スペーサー・ワールドのひとつソラリアにて初の殺人事件が発生、ソラリア当局の要請によってベイリは現地に赴き、再びダニールと共に捜査に当たり事件を解決した。その結果、地球に有利な形でスペーサーとの通商条約が改正され、彼自身もC-7級に昇進した。またこの事件はドラマ化されて地球上のみならず超光速通信（ハイパーウェーブ）を通じて全スペーサー・ワールドに配信され、「非凡な能力を持つ捜査官イライジャ・ベイリ」の名は銀河系中に知れ渡る事となった。さらにベイリはソラリアでの体験により一層地球人のシティ文明からの脱出と宇宙移民の必要性を感じ、ベントリイや賛同者らとシティ外における開拓作業の訓練を始める。（『はだかの太陽』）
2年後、最強のスペーサー・ワールドであるオーロラにて、ダニールの製作者(理論設計担当、実際の設計・製作はサートン博士)で親地球派の代表でもあるロボット工学者ハン・ファストルフ博士が失脚の危機に陥った際、博士を救う為にオーロラに赴き、ダニールおよび博士のロボットであるR・ジスカルドと共にファストルフを勝利に導いた。結果として親地球派がオーロラ政界を掌握し、彼らから宇宙船の提供など技術面での協力を受けた地球は再び銀河系への植民計画に乗り出す事となった。（『夜明けのロボット』）
その後は地球・オーロラ政府との植民計画の調整役を務め、引退後はベントリイらが開拓した「ベイリ・ワールド」に移住して晩年を過ごし、79歳で没した。臨終間際、ベイリ・ワールドに駆けつけたダニールにある言葉を残しており、後にその言葉がダニールに大いなる示唆を与え、銀河系の命運を左右する結論へと導く事となった。（『ロボットと帝国』）
その後セツラーはスペーサーに代わって銀河系の覇者となり、銀河帝国を建設する事となった。2万年後のファウンデーションの時代においても、彼の名は「スペーサーの支配下から地球人類を解放した英雄」として伝承の中で語られている。（『ファウンデーションと地球』、『ファウンデーションへの序曲』）

## 家族・子孫
ジェゼベル・ベイリ（Jezebel Baley）
イライジャの妻。旧姓はナホドニ。
「ジェゼベル」はエリヤの宿敵であったイスラエル王妃イゼベルの英語名であり、イライジャと親しくなったのもその事がきっかけだったが、結婚後にイライジャと名前に関係するある事件が起こって以来、公式の場でもフルネームでなく愛称のジェシィ（Jessie）を用いる様になる。さらに警官である夫へのささやかな復讐として、「懐古主義者」（シティ文化を否定してかつての屋外生活への回帰を主張する者達）の集会に参加していた。
夫と息子が宇宙に移住した後も地球に留まり、そこで没した。その後「ジェシィ」の名はベイリ家の女子に受け継がれている。
ベントリイ・ベイリ（Bentley Baley）
イライジャとジェシィの息子。視力が悪くコンタクトレンズを常用している。
16歳の時に自宅を訪れたR・ダニールと出会っている（ただしロボットとは知らなかった）。やがて父の銀河系再植民計画に賛同し、大学で政治活動に勤しむと共に、賛同者とシティ外での開拓訓練を行う。後にエリダヌス座ε星の惑星を開拓し、最初のセツラー・ワールドである「ベイリ・ワールド」を建設した。また父イライジャの伝記を著している。父イライジャの死の直後に、最後を看取ったダニールと言葉を交わしている。
2人の息子はイライジャの希望で「ダニール」「ジスカルド」と名付けられ、以後この二つの名がベイリ家の男子に受け継がれていく事になる。
D.G.ベイリ（D.G. Baley）
建国から200年頃のベイリ・ワールドの貿易商人であり交易宇宙船のキャプテン。イライジャの7代目の子孫でフルネームはダニール・ジスカルド・ベイリ（Daneel Giskard Baley）。女子が続いた後の男子だったため、前述のベイリ家伝統の名前を二つとも受け継ぐ事となった。
その血筋から本来なら政界入りすべき身の上であるが、敢えてハイリスク・ハイリターンな貿易商人の道を選んだ。飄々として掴み所の無い性格だが、計略や状況判断に優れており、ベイリ・ワールドの長である執行部委員長ジェノヴァス・パンダラルにもしばしば助言を求められている。
突然に全住人が消え失せたソラリアの調査のため、オーロラに移住して唯一残ったソラリア出身者となっていた女性グレディア（および自分と同じ名前を持つ2体のロボット）と共にソラリアに赴く。グレディアと行動を共にするうちに、人種と年齢の壁を乗り越えて恋仲となる。
なお2万年後のファウンデーションの時代にも惑星コンポレロン（かつてのベイリ・ワールド）の歴史学者が彼の航海日誌の一部を保存しており、その情報を基にトレヴィズ一行がオーロラやソラリアを探索、遂に地球に到達している。

## 備考
- イライジャの生きた時代の年代設定については、『鋼鉄都市』の作中にて、ニューヨーク・シティの歴史より現代から約3000年後の出来事である事が示唆されている。
- 1964年にイギリスで『鋼鉄都市』がTVドラマ化された際は、ピーター・カッシングがイライジャを演じた。
- アシモフの短編推理小説シリーズ『黒後家蜘蛛の会』の一編『地球が沈んで宵の明星が輝く』Earthset and Evening Star (1975) には、1970年代のニューヨーク在住のマーチン・ベイリー(Bailey：Baley の異綴り) という人物が登場する。先祖か否かについての言及はないが、先祖であるならヘンリーの推理が銀河帝国の成立に影響を及ぼしていた可能性が有る。